# Veyvah (Lhaviyani)
Pour les articles homonymes, voir Veyvah.
Veyvah est une petite île inhabitée des Maldives.

## Géographie
Veyvah est située dans le centre des Maldives, à l'Ouest de l'atoll Faadhippolhu, dans la subdivision de Lhaviyani. 